# Achille Calzi (1873-1919)

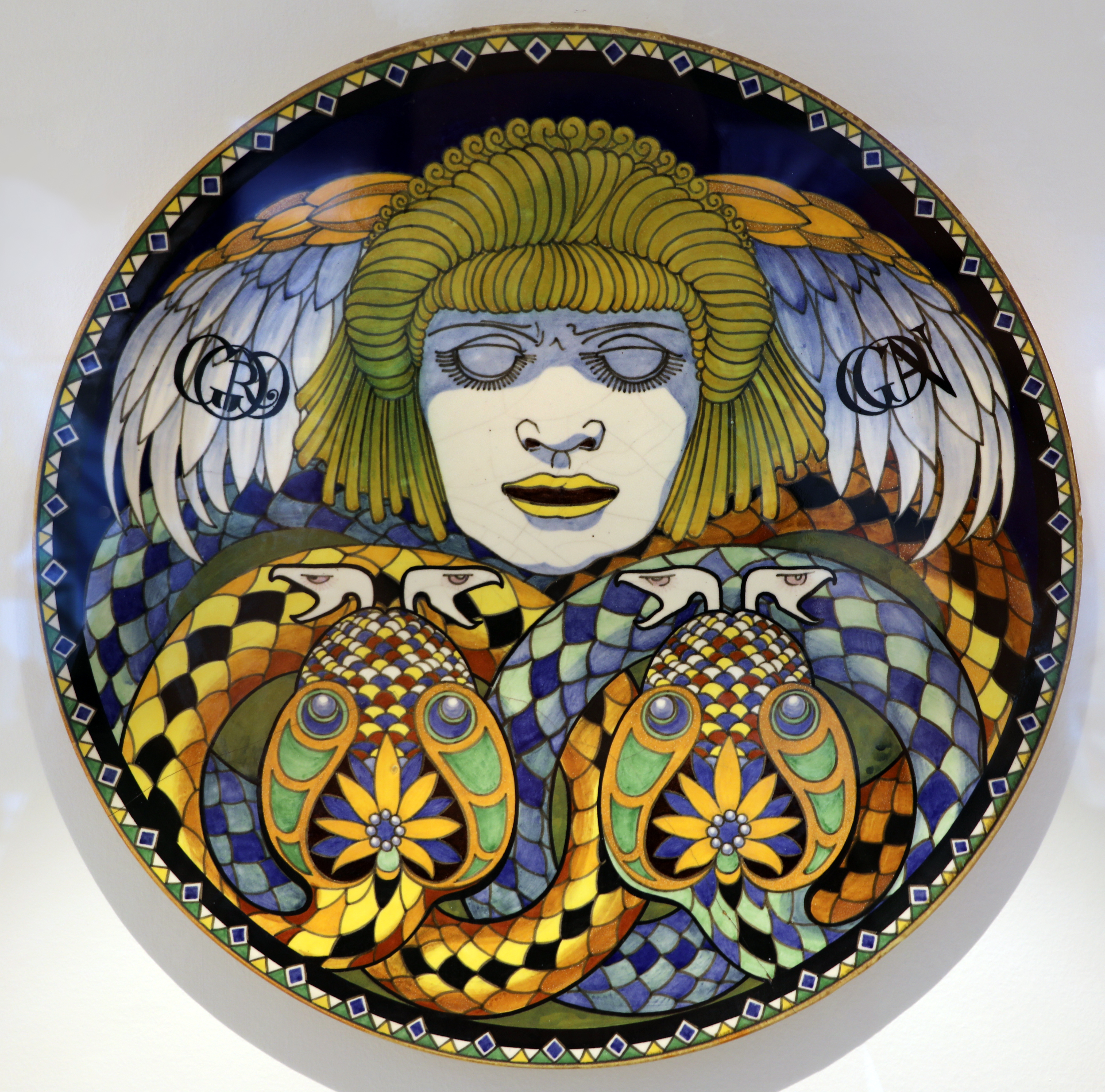
Piatto con gorgona, in maiolica, Faenza 1918 ca (Museo internazionale della ceramic, Faenza)

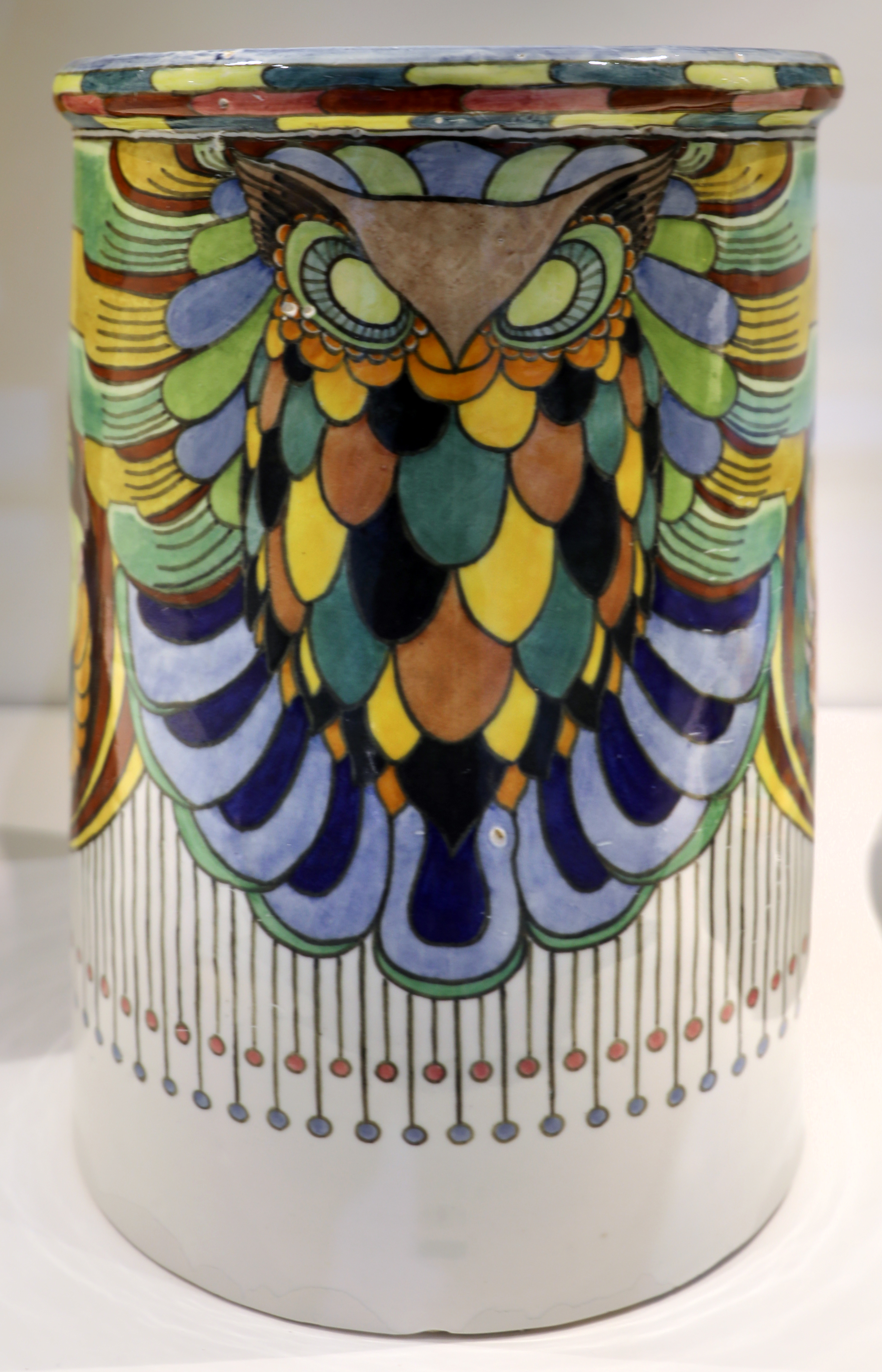
Vaso con civette, in maiolica, Faenza 1918 ca (Museo internazionale della ceramic, Faenza)

Achille Calzi (Faenza, 4 settembre 1873 – Faenza, 19 dicembre 1919) è stato un pittore e ceramista italiano.

## Biografia
Dopo aver frequentato la scuola tecnica e la scuola di Disegno di Faenza, si trasferisce a Firenze per continuare gli studi presso l'Istituto di Belle Arti (1890-1893). Dalla fine del 1900 al 1904 diventa insegnante di Disegno presso la Scuola d'Arte di Potenza e poi di Avigliano. Rientrato a Faenza affianca il direttore della Pinacoteca Argnani e si dedica all'arte e alla cultura locale con ricerche e pubblicazioni. 
Nel 1906 assume la direzione delle Fabbriche Riunite di Ceramica, impiegate per l'Esposizione Internazionale di Milano: grazie alla colossale rampa di scale la Ditta ottenne il Gran Premio della Giuria e lo stesso Calzari vinse come direttore artistico la medaglia d'oro. Sempre in quell'anno divenne direttore della Pinacoteca e del Museo Civico e nel 1908 nella Scuola di Disegno “Tommaso Minardi” ricevette la cattedra di Disegno d'ornato. Con i lavori delle Fabbriche Riunite, durante l'Esposizione Torricelliana del 1908, fabbrica una fontana e un gabinetto da bagno, collaborando con il Vassura preparando disegni illustrativi di principi scientifici torricelliani nella Tribuna Torricelliana. N
Nel 1909 pubblicò l'opera Faenza nella storia e nell'arte, occupandosi della sezione sull'arte faentina dall'età antica alla contemporanea, mentre della parte legata alla storia se ne curò A. Messeri. Nel 1911 divenne direttore della Scuola di Disegno e Plastica e compì una ricostruzione di una bottega e fabbrica di maioliche di epoca rinascimentale per l'Esposizione di Roma del Padiglione emiliano-romagnolo. Redisse il periodico satirico Bric a Brac nell'estate del 1913, di cui non tutti i numeri escono e collabora due anni dopo al periodico torinese Numero con caricature satiriche. Utilizza lo stesso tema satirico anche per la realizzazione di cartelloni a sostegno del fronte interno durante la Prima Guerra Mondiale, affissi sotto ai portici della Piazza di Faenza e seguiti con interessi dal popolo, la maggior parte dei quali polemici contro il disfattismo. 
A fine guerra aprì una bottega di maioliche in via Roma nuova, a cui collaborarono molti celebri artisti e tecnici tra cui A.Bucci e Arturo Martini, il quale fu suo ospite per alcuni mesi. 
Diede importanza ad una concezione dell'arte estesa a quelle applicate e alla decorazione, da ciò, oltre dirigere le Fabbriche Riunite di Ceramica, collaborò anche con l'Ebaniseria Casalini e la ditta di ferri battuti Matteucci.
Per quanto concerne la sua fiorente attività a Faenza, con egual importanza, ideò dall'opera di ordinamento della Pinacoteca alla direzione della Scuola d'Arti e Misteri, ed ancora studi sulla cultura locale, inoltre maturò la consapevolezza di un'unità e specificità dell'arte faentina che comprendeva arti figurative, decorazione, come prodotto di cultura. Propose di qui di riunire le direzioni del nuovo Museo delle Ceramiche, fondato da G. Ballardini nel 1908, con quella della Pinacoteca.
Morì precocemente rompendo la sua fertile attività, ricca di poliedrici interessi, amante della cultura europea scoperta nei viaggi in Francia e Inghilterra, amico di letterati ed artisti come Carducci, D'Annunzio, Zandonai, Sartorio, Baccarini, Dudovich, Pellizza da Volpedo, De Carolis, e molti altri.

## Giudizio critico
Fu artista raffinato volto a nuovi orizzonti europei, dal naturalismo a un simbolismo decorativo, all'ultimo liberty. 
Nella sua espressione artistica ricompose spunti eclettici e letterati, brillante nella caricatura e nella satira, e con particolare felicità nella grafica, ma allo stesso tempo si dimostrò abile nell'eleganza e fare espressivo nella pittura di cavalletto.

## Opere
- Affreschi di una sala della Riunione Cittadina di Faenza (1899, in seguito distrutti)
- Autoritratto - Pinacoteca Comunale di Faenza
- Mobili e e ceramiche presentate all'Esposizione di Ravenna (1906)
- Insegna in ceramica del Caffè Orfeo di Faenza (1906)
- Progetto della facciata dell'Ebanisteria Casalini (1908)
- Ritratto di A. Oriani per la Riunione Cittadina di Faenza e per il Cardello di Casola Valsenio
- Fantasie a tempera, tratte da Le Fleurs du Mal di Baudelaire (1913)
- Progetto della lapide di A. Berti nel Cimitero di Faenza (1914)
- La Beata Vergine di Lourdes, tela nella chiesa di Santa Maria dell'Angelo di Faenza (1914 circa).

## Musei
- Faenza, Biblioteca comunale: Ritratto di Napoleone Alberghi, pastello
- Faenza, Pinacoteca comunale: 
  - I fiori del male, pastello
  - Due vedute di Faenza, pastelli
  - Ritratto di bambino in costume di Amleto, pastello
  - Ritratto di Giuseppe Calzi, pastello,
  - Autoritratto, carboncino
  - Immagine allegorica, pastello,
  - disegno caricaturale del padre e figura con cagnolino, penna su carta
  - Profilo di Giuseppe Calzi, schizzo a matita.
- Faenza, Museo delle Ceramiche:
  - Grande anfora con la Vittoria, maiolica
  - Piatto con il motivo della chimera, maiolica
  - Coppia di boccali cilindrici, maiolica
  - Coppia di boccali con mascherone e pigne, maiolica
  - Coppia di vasi con motivo di gufo, maiolica
  - Scatola piramidale, maiolica
  - Scatolina globulare, maiolica
  - Piastrella, maiolica
  - Vaso ornamentale, maiolica
  - Piatto con scena romantica, maiolica
  - Targa con la riproduzione della Madonna della seggiola di Raffaello, maiolica
- Faenza, Museo del Risorgimento: tre cartelloni satirico-umoristici ispirati alla fine della prima guerra mondiale e alla sconfitta dell'Impero Austro-Ungarico.
- Firenze, Uffizi: Autoritratto, olio su tavola.
- Miami, The Mitchell Wolfson Jt.Collection of Decorative and Propaganda Arts: tre cartelloni satirico umoristici della Grande Guerra 1915-18.

## Mostre
- 1907, Forlì, Esposizione Romagnola Emiliana di Belle Arti
- 1912, Bologna, Esposizione Emiliana di Bianco e Nero
- 1915, Faenza, Arte e Beneficenza, Mostra d'Arte
- 1969, Faenza, Mostra di Achille Calzi
- 1977, Bologna, Il liberty a Bologna e nell'Emilia Romagna
- 1984, Riolo Terme, Calzi, Di Carolis, Nonni: grafica liberty
- 1991, Forlì, Achille Calzi, Ceramiche
- 2017-2018, Faenza Tra simbolismo e Liberty. Achille Calzi Archiviato il 3 febbraio 2018 in Internet Archive., Museo Internazionale delle Ceramiche

## Pubblicazioni personali
- Dalla funzione e dall'indirizzo delle Scuole d'Arti e di Mestieri, Faenza, 1901
- La funzione del disegno nella pittura ed il suo metodo d'insegnamento, Faenza, 1901
- Giovanni da Oriolo e Giovanni da Riolo, ne Il Piccolo 4 dicembre 1904
- Sul nuovo indirizzo della Scuola d'Arti e Mestieri in Faenza, Faenza 1904
- Il S. Gerolamo di Donatello nella Pinacoteca Comunale, ne Il Piccolo 19 agosto 1906
- Leonardo Scaletti, ne Il Lamone 25 agosto 1907
- Andrea e G. Battista Utili pittori faentini, ne Il Lamone 20 ottobre 1907
- Il trittico di Gian Battista Utili, Faenza 1908
- G.Vassura, A.Calzi, Note iconografiche di Evangelista Torricelli, Faenza 1908
- A.Messeri, A.Calzi, Faenza nella Storia e nell'arte, Faenza 1909
- La porta Imolese a Faenza, ne Il giornale del mattino, Bologna 13 luglio 1911
- Relazione sull'andamento della Scuola Comunale di Disegno, Plastica e Intaglio "Tommaso Minardi" e sulla Pinacoteca Comunale e Museo Civico, Faenza 1917
- Per la rinascenza della Pinacoteca e dei Musei faentini, Faenza 1919
- Discussioni d'arte, Una lettera del prof. Calzi, ne Il Popolo d'Italia, Milano 30 novembre 1919
- Le maioliche di Faenza nei secoli XV e XVI, ne Il Secolo XX.